# 芝麻卷
芝麻卷，又稱黑芝麻卷，是香港特色甜食之一，但現時即使在酒家也幾乎看不見芝麻卷的蹤跡。芝麻卷使用黑芝麻、冰糖及馬蹄粉做成粉漿，蒸好後再捲起而成。一個芝麻卷通常會卷七圈，每一圈需要平均，咬落去以彈牙和清涼為佳。除了原味黑色芝麻卷之外，還有加入橙味的橙色芝麻卷。因為用黑芝麻製作的芝麻卷外觀像一卷菲林，所以又稱為「菲林卷」。
芝麻卷是1970年代至1980年代中香港的酒樓常見的甜點之一，但現時已經很少見到。